# كريستيان كونفري
كريستيان كونفيري (بالإنجليزية: Christian Convery)‏ هو ممثل كندي ولد في العاشر من نوفمبر 2009 في فانكوفر.